# Carl Lautenschläger (Bühnentechniker)

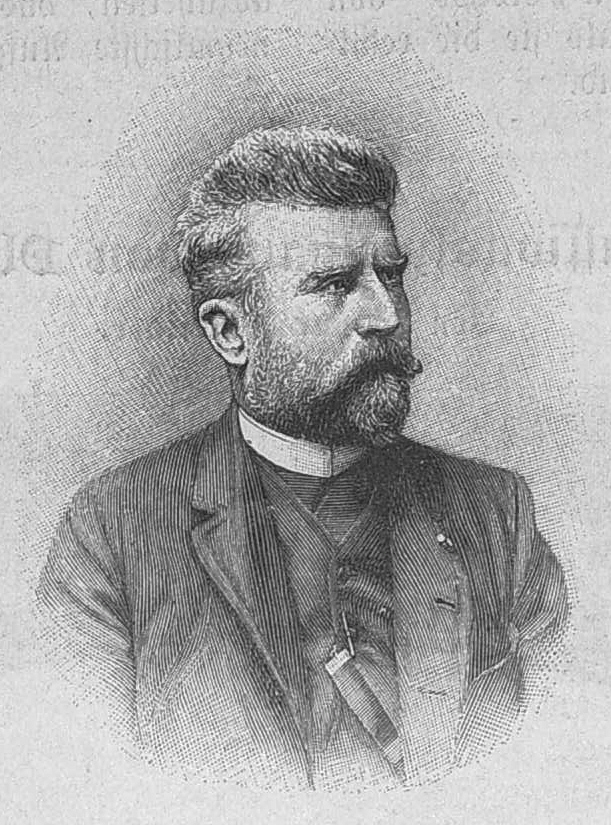
Carl Lautenschläger

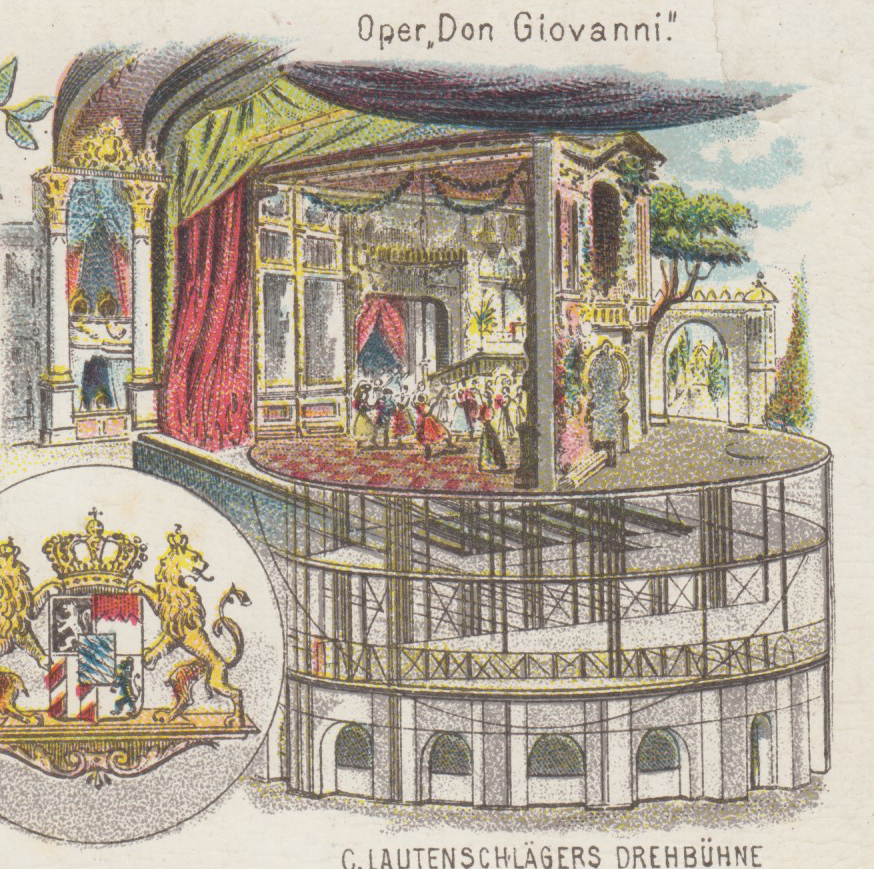
Lautenschlägers Drehbühne in München mit dem Bühnenbild zu Mozarts Don Giovanni

Carl Lautenschläger (auch Karl, * 11. April 1843 in Bessungen; † 30. Juni 1906 in München) war ein deutscher Bühnentechniker.

## Leben
Carl Lautenschläger war ein Schüler Carl Brandts und Vertreter des Naturalismus. Er elektrifizierte Beleuchtung und Maschinerie mehrerer Theater und ist der „Vater“ der ersten Drehbühne Europas, die er 1896 im Residenztheater München als königlich-bayerischer Hoftheatermaschinist einrichtete.
Sein Nachlass befindet sich in der theaterwissenschaftlichen Sammlung Wahn.

## Werk
- 1878: Theater Eisenach
- 1882: Elektrische Theaterbeleuchtung Elektrotechnische Ausstellung München
- 1883: Elektrifizierung Residenztheater München|
- 1885: Bühneneinrichtung Schwerin
- 1887: Elektrische Einrichtung Oper Paris
- 1888: Walhalla Theater Berlin
- 1889: Shakespearebühne Berlin
- 1889–90: Stadttheater Göttingen[1]
- 1890: Passionsspiele Oberammergau
- 1891: Elektrotechnische Ausstellung Frankfurt
- 1891: Projekt Edentheater Berlin
- 1891: Projekt Stadttheater Straßburg
- 1892: Projekt Stadttheater Amsterdam
- 1895: Projekt Stadttheater Heidelberg
- 1895: Projekt Deutsches Theater München
- 1896: Drehbühne Residenztheater München
- 1897: Saalbau Pforzheim
- 1898: Nationaltheater Mannheim
- 1900: Zweites Stadttheater Riga
- 1900: Drehbühne Wintergarten Berlin
- 1900: Projekt Kaiserslautern
- 1901: Prinzregententheater München
- 1903: Projekt Wagnerinszenierung Met New York
- 1905: Stadttheater Hamburg

### Schriften
- Die Münchener Dreh-Bühne im königl. Residenz-Theater nebst Beschreibung einer vollständigen neuen Bühnen-Einrichtung mit elektrischem Betrieb. München, 1896. (Digitalisat)
- Eine neue Bühne. [Bühne und Welt. Zeitschrift für Theaterwesen, Literatur und Kunst.] Berlin, 1899.
- Bühnentechnik in der Alten und Neuen Welt. [Bayerisches Industrie- und Gewerbeblatt.] Ausschuß des Polytechnischen Vereins München, München, 1905.
- Technische Bühneneinrichtungen der Neuzeit. [Vortrag vor dem Polytechnischen Verein München. Bayerisches Industrie- und Gewerbeblatt.] Ausschuß des Polytechnischen Vereins München, München, 1906.
- Die Theaterbühne der Zukunft. [Bühne und Welt. Zeitschrift für Theaterwesen, Literatur und Kunst.] Berlin, 1907, post mortem.